# Anaxandrides
Anaxandrides war ein antiker griechischer Komödiendichter, der der Mittleren Komödie zugeordnet wird. Er stammte aus Kamiros oder Kolophon. Den ersten seiner zehn Komödiensiege errang er im Jahr 376 v. Chr. Zwischen 382 und 347 sind Aufführungen von 65 seiner Stücke belegt. Er beteiligte sich 348 an den Festspielen des makedonischen Königs Philipp II.
Von seinen Stücken sind nur die Titel überliefert, insgesamt 42. Aus den Fragmenten geht hervor, dass auch politische Anspielungen vorkamen, und die Suda belegt Liebesgeschichten.